# Jacksonville Tea Men
Jacksonville Tea Men is een voormalige Amerikaanse voetbalclub uit Jacksonville, Florida. De club werd opgericht in 1980 en opgeheven in 1984. De club speelde twee seizoenen in de North American Soccer League, één seizoen in de American Soccer League en één seizoen in de United Soccer League. In 1983 werd het kampioenschap behaald.

## Gewonnen prijzen
- American Soccer League
  - Winnaar (1): 1983